# Штумпф, Райнхард
Райнхард Карл Штумпф (род. 26 ноября 1961 года в Грюндау) — бывший немецкий футболист, который играл на позиции центрального защитника, по окончании карьеры — тренер.

## Карьера игрока
Карьера Штумпфа как профессионального футболиста длилась в общей сложности 13 лет. В 1984 году он дебютировал во Второй Бундеслиге в составе команды «Киккерс Оффенбах». После недолгого пребывания в «Карлсруэ» он снова вернулся в Оффенбах-ам-Майн в 1987 году. В 1989 году в составе «Кайзерслаутерна» он дебютировал в Бундеслиге. С «Кайзерслаутерном» Штумпф выиграл кубок Германии 1990 года и чемпионат Германии 1990/91. Его победа в кубке примечательна тем, что всего несколькими часами ранее его младшая сестра Даниэла Штумпф выиграла женский кубок с ЖФК «Франкфурт» на том же стадионе. В 1992 году Штумпф перешёл в «Галатасарай» и в 1993 году оформил «золотой дубль»: титул чемпиона Турции и кубок. В 1994 году он добавил в свой актив ещё один чемпионский титул. После этого успеха он вернулся в Германию. Сыграв ещё два сезона в «Кёльне», он отправился в японский «Вегалта Сэндай», но провёл там менее шести месяцев. Вернувшись в Германию, в 1997 году он присоединился к команде «Ганновер 96», там же завершил свою профессиональную карьеру.

## Тренерская карьера
Тренерскую карьеру Штумпф начал в качестве помощника тренера Отто Рехагеля в «Кайзерслаутерне». После отставки Рехагеля в октябре 2000 года Штумпф формально стал главным тренером, фактически командой руководил Андреас Бреме, у которого ещё не было тренерской лицензии. Однако в 2002 году Райнхард Штумпф был уволен. С сентября 2002 года по май 2007 года он работал помощником у Эрика Геретса — сначала до февраля 2004 года в «Кайзерслаутерне» (который повторно нанял Штумпфа после увольнения), а затем ещё один год в «Вольфсбурге» до 2005 года. Последним клубом дуэта Геретса и Штумпфа стал «Галатасарай», где тренеры выиграли чемпионат Турции в сезоне 2005/06. В сентябре 2007 года Штумпф сменил Фуата Чапу на посту главного тренера «Генчлербирлиги». Однако он покинул клуб уже в конце октября. В августе 2009 года он снова стал помощником тренера Эрика Геретса, на этот раз в «Аль-Хиляль Эр-Рияд» из Саудовской профессиональной лиги. В 2010 году он выиграл чемпионат Саудовской Аравии, а также Кубок наследного принца с «Аль-Хилялем». В октябре 2010 года Геретс покинул клуб, с ноября Штумпф возглавлял молодёжную команду «Аль-Хиляля».
В сентябре 2011 года он подписал контракт на должность главного тренера тунисского клуба «Сфаксьен». 29 декабря 2011 года тунисская команда уволила Райнхарда Штумпфа, так как у тренера были проблемы в коммуникации с игроками: он говорил только по-немецки и по-английски, но не владел французским.
5 января 2012 года он сменил Рудольфа Боммера на посту тренера немецкого клуба Третьей лиги «Ваккер Бургхаузен». В июле 2013 года Райнхард Штумпф снова стал главным тренером молодёжной команды «Аль-Хиляля».
В октябре 2014 года «Аш-Шабаб Эр-Рияд» уволил Жозе Мораиша, и Рейнхард Штумпф заменил его на посту главного тренера. Летом 2015 года он стал главным тренером «Аль-Иттифака», но провёл у руля команды лишь 15 матчей.
21 октября 2021 года Штумпф после семилетнего перерыва был назначен тренером «Эд-Диръии». 2 февраля 2022 года Штумпф ушёл с поста тренера.